# Hospes punctatus
Hospes punctatus är en skalbaggsart som beskrevs av Jordan 1894. Hospes punctatus ingår i släktet Hospes och familjen långhorningar. Inga underarter finns listade i Catalogue of Life.